# Ostara (periodico)
Ostara, Briefbücherei der Blonden und Mannesrechtler fu una rivista nazionalista austriaca e tedesca fondata nel 1905 dall'occultista Lanz von Liebenfels a Vienna, in Austria, e in cui pubblicava teorie antisemite e völkisch.
Lanz prese il nome della pubblicazione dal nome ricostruito della dea germanica pagana Ôstarâ. Lanz affermò che gli Ostrogoti e la nazione dell'Austria (in tedesco: Österreich) avevano derivato il nome da questa dea. Nel suo studio su Lanz von Liebenfels, lo psicologo austriaco Wilfried Daim afferma che "molto probabilmente questa è una sciocchezza ancora maggiore."
La rivista approfondiva temi e concetti illustrati nell'opera principale di von Liebenfels: Teozoologia: la scienza delle nature scimmiesche sodomite e l'elettrone divino (Die Theozoologie oder die Kunde von den Sodoms-Äfflingen und dem Götter-Elektron) pubblicata nel 1905. Secondo von Liebenfels, la rivista ebbe un picco di tiratura di 100 000 copie (questo dato però è oggi ritenuto improbabile) ed uscì in tre serie; la prima serie comprendeva da 89 a 100 numeri tra il 1905 e il 1917, la seconda serie aveva un solo numero e la terza serie comprendeva 20 numeri pubblicati c. 1930-1931.
Secondo quanto riferito da alcuni storici Adolf Hitler era uno dei lettori della pubblicazione nella tarda adolescenza, e si ipotizza che sia servito da catalizzatore per il suo antisemitismo e parte della sua ideologia.. Liebenfels incontrò personalmente il giovane Hitler nel 1909 fornendoli due numeri mancanti di Ostara.
Dopo l'ascesa di Hitler negli anni '20, Lanz cercò di essere riconosciuto come uno dei suoi precursori ideologici. Nella prefazione del primo numero della terza serie di Ostara, c. 1927, scrisse: "Si ricorderà che i movimenti svastica e fascista sono fondamentalmente figli di Ostara".
Hitler, tuttavia, si rifiutò di riconoscere qualsiasi debito a Lanz e il suo giornale. Dopo che l'Austria fu annessa alla Germania nazista nel 1938, Lanz sperava nel patrocinio di Hitler, ma Hitler gli proibì di pubblicare i suoi scritti e, in particolare, le copie di Ostara furono rimosse dalla circolazione. Dopo la guerra, Lanz accusò Hitler di aver non solo rubato ma corrotto la sua idea, e anche di essere di "stirpe razziale inferiore".